# Aby Warburg

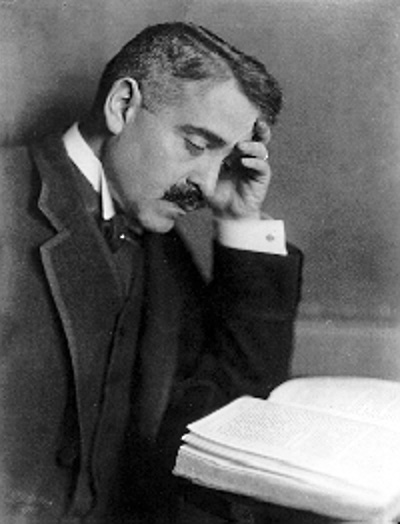
Aby Warburg, omkring år 1900.

Abraham Moritz Warburg, känd som Aby Warburg, född 13 juni 1866 i Hamburg, död där 26 oktober 1929, var en tysk konst- och kulturhistoriker. Han etablerade ikonologin som en fristående disciplin inom konstvetenskapen.